# TOTO
Pour les articles homonymes, voir Toto.
TOTO Ltd. (TOTO株式会社, Tōtō kabushiki kaisha) a été fondé en 1917. C'est une société dont le siège social est à Kitakyushu dans le département de Fukuoka au Japon. Elle est le plus important fabricant de toilettes à bidet du Japon. La société a inventé et breveté les washlets. 
Le nom de la société est une abréviation des deux mots japonais tōyō tōki (東洋陶器) formant son nom complet et signifiant « porcelaine orientale ».
En 2004, l'entreprise comptait 16 000 employés dont 1 500 chercheurs. Elle fait partie de l'indice boursier Nikkei 225.
L'entreprise TOTO s'est illustrée dans la conception d'un prototype de véhicule avec un design de moto-toilette présentée dans le cadre du Green Challenge de 2011 et dont le principe est de rouler grâce au biogaz provenant de déjections animales et de boues d'épuration, appelé Toilet Bike Neo.